# Hélène Fleury-Roy
Hélène Fleury-Roy, née Hélène Gabrielle Fleury le 21 juin 1876 à Carlepont et décédée le 18 avril 1957 à Saint Martory, est une compositrice, pianiste et pédagogue française.
Elle est la première femme lauréate du concours de composition musicale du prix de Rome, obtenant en 1904 un second grand prix.

## Biographie
Hélène Fleury est née le 21 juin 1876 à Carlepont, dans l'Oise, mais c'est depuis La Ferté-sous-Jouarre qu'elle remporte ses premiers succès musicaux comme compositrice, à partir du milieu des années 1890, grâce à plusieurs envois primés à la Revue musicale Sainte-Cécile (de Reims) : une mélodie en 1897, une pièce pour piano à quatre mains en 1898, et surtout un Allegro symphonique pour orgue en 1899, devançant ainsi Théodore Sourilas, Albert Roussel et Raoul de Lescazes.
Elle étudie au Conservatoire de Paris dans les classes de Dallier, Gédalge et Widor.
En 1903, les femmes sont autorisées pour la première fois par le ministre de l'Instruction publique à concourir pour le prix de Rome et, dès cette année, Hélène Fleury devient la première femme à se présenter au concours de composition musicale,. Dans une interview donnée au journal La Fronde, elle raconte « n'avoir aucun espoir de remporter le Grand prix » mais trouver « brave...et amusant [...] de concourir pour un objet qui n'a jusqu'ici été réservé qu'aux hommes ». Et de poursuivre : « je pense que cette initiative doit forcément produire de bons résultats mais je n'ai pas la prétention d'en profiter moi-même. D'autres viendront qui récolteront ce que j'aurais semé... Et cela suffit à me contenter ». Si elle échoue à l'épreuve de fugue, elle donne ses impressions de retour de première mise en loge quelques jours plus tard dans le même journal : « cela s'est très bien passé ! J'ai bien travaillé, et quoique éliminée au premier concours, je suis enchantée de mon séjour à Compiègne et j'ai bien l'intention de renouveler l'épreuve, l'année prochaine ».
De fait, Hélène Fleury est de nouveau candidate en 1904, réussit cette fois l'épreuve préliminaire et compose lors de la mise en loge réglementaire d'un mois une cantate qui obtient le deuxième second grand prix,, devenant ainsi la première femme lauréate du prestigieux concours.
En 1906 elle compose une Fantaisie pour le concours de sortie de la classe d'alto de Théophile Laforge du Conservatoire de Paris,. Le morceau sera rejoué en concerts à plusieurs reprises. 
À la suite de ses succès académiques, Hélène Fleury est professeure de piano et d'harmonie à Paris, épouse le scientifique Louis Roy en 1906, puis emménage dans le midi de la France où elle enseigne à partir de 1928 l'harmonie, le piano et la composition au sein du conservatoire de Toulouse. Parmi ses élèves, se distinguent le chef d'orchestre Louis Auriacombe, le compositeur Charles Chaynes ou le violoniste Pierre Doukan. Ses œuvres orchestrales Trois esquisses Symphoniques et Soir de Bataille sont données au Théâtre du capitole de Toulouse en 1924 et 1934
Elle réside à Castres et décède le 18 avril 1957 dans une maison de retraite à Saint-Martory. 

## Œuvres
Parmi ses compositions, figurent :
- Ne pleurez pas !, mélodie pour voix et piano (1897) ;
- Pensée, pièce pour piano (1897) ;
- Menuet pour piano à quatre mains (1898) ;
- La Nuit, pièce pour piano (1898) ;
- Scherzo pour piano (1898) ;
- Étude pour la main gauche seule (1899) ;
- Allegro symphonique pour orgue (1899) ;
- Djinns et farfadets pour piano ;
- Sonate pour piano et violon ;
- Medora, cantate pour le Prix de Rome, sur un texte d'Édouard Adenis (1904) ;
- Soir de Bretagne, mélodie pour voix et piano (1904) ;
- Rêverie pour violoncelle et piano (1904) ;
- Fantaisie pour alto et piano, op. 18, morceau de concours du Conservatoire de Paris en 1906[17] ;
- Quatuor pour piano et cordes (1909) ;
- Trois pièces faciles pour violon et piano (1911) ;
- Pastorale pour orgue, publiée dans le quatrième volume des Maîtres contemporains de l’orgue (1914)[7] ;
- Trois esquisses symphoniques, donné en première audition à Toulouse en 1924[25] ;
- Soir de Bataille, poème symphonique pour voix et orchestre, donné en première audition à Toulouse en 1934[26],[27].